# 王書曼
王書曼（1975年—），台湾繪本作家、插畫家，著有《媽媽的座頭鯨》、《天涼好個秋-讀詞曲，學漢字》、《紅豆生南國-讀唐詩，學漢字》等作品。2016年第三度入選義大利波隆那童書展插畫展。

## 作品
- 《火燒厝》，巴巴文化，文廖炳焜，圖王書曼
- 《想不到的畫》
- 《媽媽的座頭鯨》
- 《天涼好個秋-讀詞曲，學漢字》
- 《紅豆生南國-讀唐詩，學漢字》
- 《看我七十二變》
- 《大巨人普普》
- 《小小猴找朋友》，天下遠見，賴曉珍、王書曼
- 《流星沒有耳朵》，天下遠見，林世仁、王書曼

## 得獎
- 金鼎獎
- 2006年第一度入選義大利波隆那童書展插畫展
- 2016年第三度入選義大利波隆那童書展插畫展[5]